# Astragalus bourgaeanus
Astragalus bourgaeanus es una  especie de planta herbácea perteneciente a la familia de las leguminosas. Se encuentra en el sur de Europa y Norte de África.

## Descripción
Es una planta perenne, caulescente, ramificada desde la base, canescente, con casi todos los pelos blancos. Tallos de 5-12(15) cm, con pelos blancos en los entrenudos y negros en los nudos. Hojas 2-6 cm, cortamente pecioladas, imparipinnadas, con (2)8-11(12) pares de folíolos; estípulas 5-9 mm, linear-lanceoladas, verdosas, soldadas al pecíolo y entre sí, que abrazan al tallo; pecíolo y raquis con todos o casi todos los pelos blancos; folíolos 2-9 x 1-3,5 mm, oblongos, con todos o casi todos los pelos blancos. Inflorescencias en racimos pedunculados, éstosbracteados, ovoideos o subglobosos, con numerosas flores; pedúnculos 0,5-3(4) cm; brácteas 4 mm; flores subsentadas. Cáliz 4-6 mm, campanulado, conpelos en el tubo, esparcidos; dientes 2-3 mm, del tamaño del tubo o algo más pequeños, densamente pubescentes. Corola azulada; estandarte 11-13(14) mm,oblongo, subemarginado, más largo que las alas y la quilla; alas 7-8(9) mm, más largas que la quilla, con aurícula en la base del limbo de c. 0,5 mm; quilla 5-6(7) mm. Fruto 10-16 x 3 mm, sentado, subcilíndrico, trígono, picudo, ventralmente aquillado y profundamente asurcado en el dorso, densamente cubierto depelos adpresos, bilocular, con 4-5 semillas por lóculo; pico c. 5 mm, ganchudo.Semillas de 3,5 mm, subreniformes, lisas, pardo-amarillentas.

## Distribución y hábitat
Es una planta herbácea perennifolia que tiene una distribución por la región del Mediterráneo y se encuentra en los pastizales secos más o menos degradados. Se encuentra en el Norte de África (Argelia y Marruecos) y la península ibérica.

## Taxonomía
Astragalus bourgaeanus fue descrita por  Ernest Saint-Charles Cosson y publicado en  Notes sur Quelques Plantes Critiques, Rares, ou Nouvelles, ... 160.
Etimología
Astragalus: nombre genérico derivado del griego clásico άστράγαλος y luego del Latín astrăgălus aplicado ya en la antigüedad, entre otras cosas, a algunas plantas de la familia Fabaceae, debido a la forma cúbica de sus semillas parecidas a un hueso del pie.
bourgaeanus: epíteto otorgado en honor del botánico francés Eugene Bourgeau (1813-1877)
sinonimia
- Astragalus bourgaeanus var. adpressipilosus Maire
- Astragalus bourgaeanus var. heterotrichus Maire
- Astragalus purpureus var. bourgaeanus (Coss.) Malag.
- Tragacantha bourgaeana (Coss.) Kuntze[7]